# Cristian Colmán
Cristian Colmán (sinh ngày 26 tháng 2 năm 1994) là một cầu thủ bóng đá người Paraguay hiện tại thi đấu cho FC Dallas ở Major League Soccer.

## Sự nghiệp
Ngày 26 tháng 1 năm 2017 Colmán ký hợp đồng với FC Dallas. Ngày 23 tháng 2 năm 2017 Colmán ghi bàn thắng đầu tiên cho FC Dallas trong trận đấu đầu tiên trước Árabe Unido ở lượt đi tứ kết của CONCACAF Champions League. Bàn thắng thứ hai đến vào lượt về bán kết CONCACAF Champions League trong thất bại trước Pachuca.